# Soñua
Soñua fue un sello discográfico español independiente, fundado en el País Vasco por Marino Goñi a principios de la década de los ochenta. La aparición de Soñua coincidió con el auge del rock radical vasco, contribuyendo a editar discos de los artistas más representativos de este movimiento musical, como Kortatu, Cicatriz o Hertzainak.
Gran parte del catálogo de Soñua ha sido reeditado por Oihuka a lo largo de la década de los noventa.
- Datos: Q9079211